# Upper Nepa Indian Reserve 6
Upper Nepa Indian Reserve 6 är ett reservat i Kanada.   Det ligger i provinsen British Columbia, i den södra delen av landet, 3 400 km väster om huvudstaden Ottawa.
Trakten runt Upper Nepa Indian Reserve 6 består i huvudsak av gräsmarker. Trakten runt Upper Nepa Indian Reserve 6 är nära nog obefolkad, med mindre än två invånare per kvadratkilometer.